# جون لوميس
جون لوميس (بالإنجليزية: Jon Loomis)‏ (1959)؛ روائي أمريكي.